# Codice ATC D11
Il codice ATC D11 " Altri preparati dermatologici" è un sottogruppo del sistema di classificazione Anatomico Terapeutico e Chimico, un sistema di codici alfanumerici sviluppato dall'OMS per la classificazione dei farmaci e altri prodotti medici. Il sottogruppo D11 fa parte del gruppo anatomico D, farmaci per l'apparato tegumentario.
Codici per uso veterinario (codici ATCvet) possono essere creati ponendo la lettera Q di fronte al codice ATC umano: QD11... I codici ATCvet senza corrispondente codice ATC umano sono riportati nella lista seguente con la Q iniziale.
Numeri nazionali della classificazione ATC possono includere codici aggiuntivi non presenti in questa lista, che segue la versione OMS.

## D11A Altri preparati dermatologici

### D11AA Anti idrotici
Gruppo vuoto

### D11AC Shampoo medicati
D11AC01 Cetrimide
D11AC02 Prodotti al Cadmio
D11AC03 Prodotti al Selenio
D11AC06 Iodopovidone
D11AC08 Prodotti allo Zolfo
D11AC09 Xenisalato
D11AC30 Altri

### D11AE Androgeni per uso topico
D11AE01 Metandienone

### D11AF Preparati anti-verruche e anti-callosità
Gruppo vuoto

### D11AH Agenti per dermatiti, esclusi i corticosteroidi
D11AH01 Tacrolimus
D11AH02 Pimecrolimus
D11AH03 Sodio cromoglicato
D11AH04 Alitretinoina
QD11AH90 Oclacitinib
QD11AH91 Lokivetmab

### D11AX Altri dermatologici
D11AX01 Minoxidil
D11AX02 Acido γ-linolenico
D11AX03 Gluconato di calcio
D11AX04 Succinato di litio
D11AX05 Solfato di magnesio
D11AX06 Mechinolo
D11AX08 Tiratricolo
D11AX09 Oxaceprolo
D11AX10 Finasteride
D11AX11 idrochinone
D11AX12 Zinco piritione
D11AX13 Monobenzone
D11AX16 Eflornitina
D11AX18 Diclofenac
D11AX21 Brimonidina
D11AX22 Ivermectina
D11AX52 Acido γ-linolenico, associazioni
D11AX57 Collagene, associazioni
QD11AX90 Perossido di benzoile